# Die Beschwerde
Die Beschwerde (Originaltitel Sammen er du mere) ist ein 2023 veröffentlichter dänischer Kurzfilm von William Sehested Høeg.

## Handlung
Die ehrgeizige Mona G. Carlsen nimmt mit den anderen drei Mitgliedern ihres Teams an einem Teambuilding-Wochenende teil. Das Team arbeitet in einem nicht näher bezeichneten Unternehmen, das einen bedeutenden neuen Kunden bekommt und an diesem Wochenende einen der vier als Teamleiter dafür berufen wird. Da erfährt Mona, dass eine anonyme Beschwerde wegen einschüchternden Verhaltens gegen sie vorliege. Sie vermutet eine Kampagne innerhalb des Teams gegen sie, um die Beförderung zu manipulieren, und versucht herauszufinden, von wem die Beschwerde stammt.
Während des Teambuildings wird deutlich, dass Mona sich nicht organisch in ihr Team einfügt. Sie hat den Eindruck, die anderen hätten sich gegen sie verbündet, während diese sich darüber wundern, wieso Mona sich so abkapselt. Mona hat insbesondere ihre Kollegin Sofie im Verdacht, die Beschwerde eingereicht zu haben. Nach einem ungeschickten Versuch, sie unauffällig auszufragen, legt sie selbst Beschwerde gegen Sofie ein, ohne jedoch einen konkreten Beschwerdegrund nennen zu können – sie habe allgemein den Eindruck, Sofie sei gegen sie.
Zu ihrer eigenen Überraschung bekommt Mona den Job als Teamleiterin. Ihr ist noch nicht ganz bewusst, dass das für die anderen drei eine Enttäuschung ist, alle hatten sich Chancen ausgerechnet.
Bei einer der Aufgaben am folgenden Tag bestimmt Mona herrisch ohne jede Diskussion, wie die Aufgabe anzugehen sei. Als die anderen ihr nicht widerspruchslos folgen, macht sie ihnen Vorwürfe und beschuldigt Sofie nun offen, sich grundlos über sie beschwert zu haben, während Sofie beteuert, das sei nicht der Fall. Da teilt der ruhige und unauffällige Svend ihr mit, die Beschwerde stamme von ihm, und zwar aufgrund genau solcher Situationen wie dieser. Als Mona ihren großen Fehler zwar erkennt, sich aber nicht einmal zu einer Entschuldigung durchringen kann, sondern sich weiter als Opfer betrachtet, gehen die anderen wortlos davon.
Während der Abschluss des Wochenendes gefeiert wird, sitzt Mona allein in ihrem Zimmer, postet ihre Beförderung auf LinkedIn und genießt die eintreffenden Glückwünsche.

## Produktion
William Sehested Høeg schuf Die Beschwerde bis 2023 als Abschlussfilm an Den Danske Filmskole. Die Idee zum Film hatte er, als er selbst ein Coachingseminar in einem Luxushotel besuchte. Die Dreharbeiten fanden 2022 hauptsächlich im Nordsjællands Konferencecenter in Lillerød statt. Emma Sehested Høeg, die im Film die Hauptrolle übernahm, ist William Sehested Høegs Schwester. Das Szenenbild schuf Ronja Hage Tange, die Kostüme stammen von Nina Helbak.
Seine Premiere feierte der Film am 21. Juni 2023 in Kopenhagen. Er war in der Folge unter anderem auf dem Internationalen Filmfestival Karlovy Vary (Programm Future Frames) zu sehen. ARTE zeigte den Kurzfilm am 16. Juni 2024 im Rahmen der Reihe Kurzschluss erstmals im deutschen Fernsehen, wobei der Film auf Dänisch mit deutschen Untertiteln lief.

## Auszeichnungen
Bei den Ekko Shortlist Awards gewann der Film 2024 in der Kategorie Beste Original-Musik (Josefine Skov); Regisseur William Sehested Høeg wurde mit dem Shortlist-Preis ausgezeichnet. Der Film erhielt zudem Nominierungen in den Kategorien Bestes Produktionsdesign und Bester Ton und war für den Publikumspreis nominiert. Auf dem Festival Premier Plans d’Angers erhielt Die Beschwerde 2024 eine Besondere Erwähnung der Jury im Bereich Studentenfilm.
Infolge seines Films Die Beschwerde, mit dem er die Jury überzeugte, erhielt William Sehested Høeg 2024 das Allwyn Film Scholarship.

## Verweise
- Die Beschwerde in der arte-Mediathek. Kurzfilm (44 Min.), abrufbar bis 14. August 2025
- Die Beschwerde bei IMDb